# Nicolas Tiangaye
Nicolas Tiangaye (Bocaranga, 13 de septiembre de 1956) es un abogado y político centroafricano, que se desempeñó como primer ministro entre 2013 y 2014.

## Carrera
Estudió abogacía. En 1986, fue uno de los tres abogados centroafricanos seleccionados por el depuesto emperador Jean-Bédel Bokassa para defenderlo en su juicio. También fue abogado defensor de François Bozizé en 1989, cuando Bozizé fue acusado de conspirar contra el gobierno.
Fue presidente de la Liga de Derechos Humanos de África Central (LCDH) desde su fundación en 1991 hasta 2004. Fue abogado defensor del político ruandés Jean Paul Akayesu en el Tribunal Penal Internacional para Ruanda en 1996; Akayesu fue condenado por genocidio. También fue abogado defensor de Jean-Jacques Demafouth, exministro de defensa centroafricano, cuando este último fue llevado a juicio por supuestamente planear un golpe de Estado contra el presidente Ange-Félix Patassé en 2001; Demafouth fue absuelto en octubre de 2002. Durante la presidencia de Patassé, en un momento dado, a Tiangaye se le ofreció el cargo de primer ministro, pero él lo rechazó.
Después de que François Bozizé tomara el poder en marzo de 2003, Tiangaye fue designado como uno de los 98 miembros del Consejo Nacional de Transición (CNT), que se estableció para actuar como un cuerpo legislativo de transición; fue incluido en el consejo como representante de una organización de derechos humanos, debido a su papel como presidente de la LCDH. Luego fue elegido presidente de la CNT el 14 de junio de 2003. En ese cargo, ayudó a redactar la constitución de 2004.
La CNT permaneció vigente durante dos años, durante el período de transición previo a las elecciones presidenciales y parlamentarias de marzo a mayo de 2005. Tiangaye se presentó allí como candidato parlamentario, pero después de la segunda ronda de votación en mayo de 2005, la comisión electoral anunció que había sido derrotado por poco en su distrito electoral por un candidato pro-Bozizé de la Convergencia Nacional "Kwa Na Kwa". Tras ello estallaron disturbios entre los partidarios de Tiangaye en Bangui. Más tarde, afirmó que la votación en su circunscripción se amañó contra él por orden de Bozizé. Otros que eran hostiles a Tiangaye argumentaron que carecía de una popularidad genuina y que se adaptaba mejor a la sala del tribunal.
En 2010, fue portavoz del Colectivo de las Fuerzas del Cambio, compuesto por partidos de oposición y ex rebeldes, en un momento en que el gobierno intentaba organizar una elección presidencial y parlamentaria. El colectivo quería que la votación se demorara más allá de la fecha decretada por el presidente Bozizé. El 29 de abril de 2010, Bozizé aceptó la necesidad de retrasar la elección.

### Primer ministro
En diciembre de 2012, una coalición de grupos rebeldes llamada Seleka montó una ofensiva contra el ejército y rápidamente tomó el control de una gran parte de la República Centroafricana, amenazando a Bangui, la capital, y poniendo al gobierno del presidente Bozizé en una situación desesperada. En las conversaciones de paz celebradas en Libreville en enero de 2013, Tiangaye encabezó la delegación de la oposición política. Se alcanzó un acuerdo entre el gobierno, la oposición y los rebeldes el 11 de enero de 2013, que permitió a Bozizé terminar su período como presidente, pero también le exigió que aceptase un primer ministro elegido por sus oponentes, junto con un gobierno que incluya a la oposición política y los rebeldes.
El 13 de enero de 2013, Tiangaye anunció que había sido seleccionado por unanimidad por los líderes de la oposición para ocupar el cargo de primer ministro. Sin embargo, Bozizé dudó en nombrarlo sin la aprobación de los rebeldes de Seleka, lo que provocó un breve retraso. Los rebeldes de Seleka anunciaron el 15 de enero de 2013 que respaldaban la elección de la oposición. Tras ello, Bozizé nombró oficialmente a Tiangaye como primer ministro en una ceremonia celebrada en Bangui el 17 de enero de 2013.
Tras tomar el cargo, iniciaron las negociaciones sobre la composición del gobierno de unidad nacional, la cual se anunció el 3 de febrero de 2013. Las carteras ministeriales se dividieron entre los partidarios de Bozizé, los rebeldes y la oposición política. En particular, el líder rebelde Michel Djotodia fue nombrado primer vice primer ministro para la defensa nacional. Al propio Tiangaye se le asignó el ministerio de finanzas.
El acuerdo de paz se deshizo en marzo de 2013, cuando Seleka reanudó la toma de ciudades, acusando a Bozizé de no cumplir sus promesas. Después de días de lucha, los rebeldes capturaron Bangui el 24 de marzo de 2013, obligando a Bozizé a huir del país, y Djotodia fue declarado presidente. Tras ello, estableció un período de transición de tres años y mantuvo a Tiangaye como primer ministro. El 31 de marzo de 2013, se formó un nuevo gobierno encabezado por Tiangaye, con 34 miembros.
La violencia sectaria se intensificó en los meses posteriores a la toma de poder de Seleka y, a fines de 2013, Djotodia enfrentó una fuerte presión por parte de los líderes regionales y la comunidad internacional debido a su aparente incapacidad para controlar la situación. Bajo la presión de los líderes regionales que sentían que la situación era insostenible, Tiangaye y Djotodia renunciaron a sus cargos en una cumbre celebrada en Yamena el 10 de enero de 2014.